# Sandra Arenas
Sandra Lorena Arenas Campuzano (født 17. september 1993 i Pereira i departementet Risaralda i Colombia) er en colombiansk atlet , der konkurrerer i kapgang. 
Hun repræsenterede sit land ved sommer-OL 2012 i London, hvor hun blev nummer 32 i 20 kilometer-løbet.
Hun blev igen placeret på en 32. plads ved sommer-OL 2016 med en tid på 1:35:40; Hun kom på andenpladsen i sommer-OL 2020 med en tid på 1:29:37.